# Grand Prix automobile de Reims
Pour les articles homonymes, voir Grand Prix de Reims.
Le Grand Prix automobile de Reims est une course automobile créée en 1947 et dont la dernière édition s'est tenue en 1969. Elle se déroulait sur le circuit de Reims-Gueux et était réservé aux monoplaces de la catégorie Formule 1 de 1947 à 1962, puis Formule 2 à partir de 1964.

## Grand Prix de France
En outre, de nombreuses éditions du Grand Prix automobile de France se sont disputées sur le circuit de Reims. Avant la création officielle de la Formule 1, en 1932, 1938, 1939, 1948 et 1949, puis, les éditions de 1950, 1951, 1953, 1954, 1956, 1958, 1959, 1960, 1961, 1963 et 1966 ont compté au nouveau championnat du monde de Formule 1. Celle de 1966, la dernière, a été remportée le 3 juillet par Jack Brabham le lendemain de sa victoire en Formule 2 du GP de Reims.

## Palmarès
| Année | Vainqueur       | Constructeur     | Catégorie | Résultats |
| ----- | --------------- | ---------------- | --------- | --------- |
| 1947  | Christian Kautz | Maserati         | Formule 1 | Résultats |
| 1957  | Luigi Musso     | Lancia-Ferrari   | Formule 1 | Résultats |
| 1962  | Bruce McLaren   | Cooper           | Formule 1 | Résultats |
| 1964  | Alan Rees       | Brabham-Cosworth | Formule 2 | Résultats |
| 1965  | Jochen Rindt    | Brabham-Cosworth | Formule 2 | Résultats |
| 1966  | Jack Brabham    | Brabham-Honda    | Formule 2 | Résultats |
| 1967  | Jochen Rindt    | Brabham          | Formule 2 | Résultats |
| 1968  | Jackie Stewart  | Matra-Cosworth   | Formule 2 | Résultats |
| 1969  | François Cevert | Tecno-Cosworth   | Formule 2 | Résultats |